# Sancho IV. Navarrský
Sancho IV. Navarrský (1039 – 4. června 1076), přezdívaný Sancho z Peñalénu, byl od roku 1054 do své smrti navarrským králem. Narodil se jako nejstarší syn navarrského krále Garcíi III. a jeho manželky Štěpánky. Po smrti svého otce v bitvě u Atapuercy byl korunován navarrským králem.

## Vláda

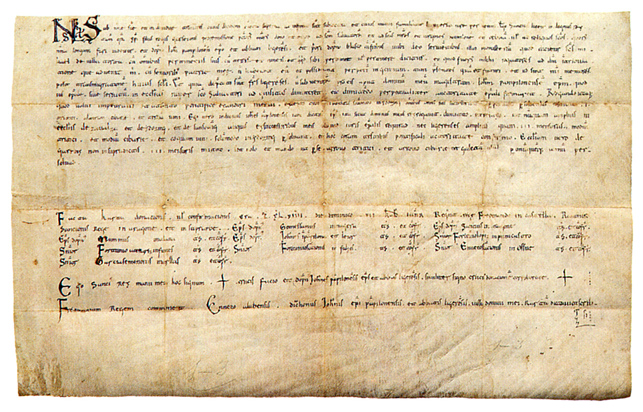
Diplom vydaný Sanchem IV.

Sancho se stal králem po bitvě u Atapuercy s Leónským královstvím, v níž 1. září 1054 zemřel jeho otec. Asi čtrnáctiletý Sancho byl prohlášen králem ve vojenském táboře na bitevním poli se souhlasem leónského krále Ferdinanda I., svého strýce. Sanchova matka vládla jako regentka až do své smrti 25. května 1058. Zůstala věrná politice svého manžela a pokračovala v podpoře kláštera Santa María la Real v Nájeře.
Brzy po jeho nástupu na trůn se mnoho pánů na západě království přidalo na leónskou stranu. Pouze Íñigo López, pán z Biskaye, a Sancho Fortúnez, pán z Pancorba, mu zůstali věrní. 29. prosince 1062 podepsali Sancho a Ferdinand smlouvu vymezující jejich společnou hranici. Ferdinand byl uznán za krále celé Kastilie a Sanchova autorita byla uznána v La Rioje, Álavě, Biscay a v oblasti Gipuzkoa.
Jako král získal Sancho podporu svého strýce Ramira I. Aragonského. Z vděčnosti za „jeho přátelství, věrnost, pomoc a radu“ dal Sancho Ramirovi Lerdu, Undués a hrad Sangüesa. Tato místa měla být pravděpodobně držena jako léna nebo v podobném uspořádání. Od roku 1060 Sancho vyvíjel tlak na al-Muqtadira, krále Zaragozy, a vymáhal od něj každoroční platby tributu, parias.

## Válka a zavraždění
Od roku 1065 byl Sancho v konfliktu s Kastilií, která byla pro Ferdinandova syna Sancha II. povýšena na království. Konflikt vyvrcholil tzv. válkou tří Sanchů (1067–1068). Roky předtím se Sanchovu otci dařilo držet řadu pohraničních území, včetně Bureby a Alty Rioja, která si nárokoval Ferdinand. Sancho Silný se snažil znovu dobýt tyto země pro své království. Tváří v tvář invazi svého bratrance Sancha Kastilského požádal Sancho z Navarry o pomoc svého druhého bratrance, Sancha Aragonského. Jejich vojska však byla poražena Sanchem Kastilským a jeho věrným alférezem (vrchním velitelem) Cidem. Sancho Navarrský ztratil ve prospěch Sancha Kastilského Burebu, Altu Rioju a Álavu.
Sancho IV. byl zavražděn v Peñalénu (odtud jeho přezdívka) spiklenci s jeho bratrem Ramónem a sestrou Ermesindou v čele. Během naplánovaného lovu byl Sancho shozen svými sourozenci z útesu. Po jeho zavraždění bylo království napadeno a nakonec rozděleno mezi Sancha Aragonského a Alfonse VI. Kastilského, bratra a nástupce Sancha II. Alfons okupoval Alta Rioju a Sancho byl prohlášen králem navarrským.

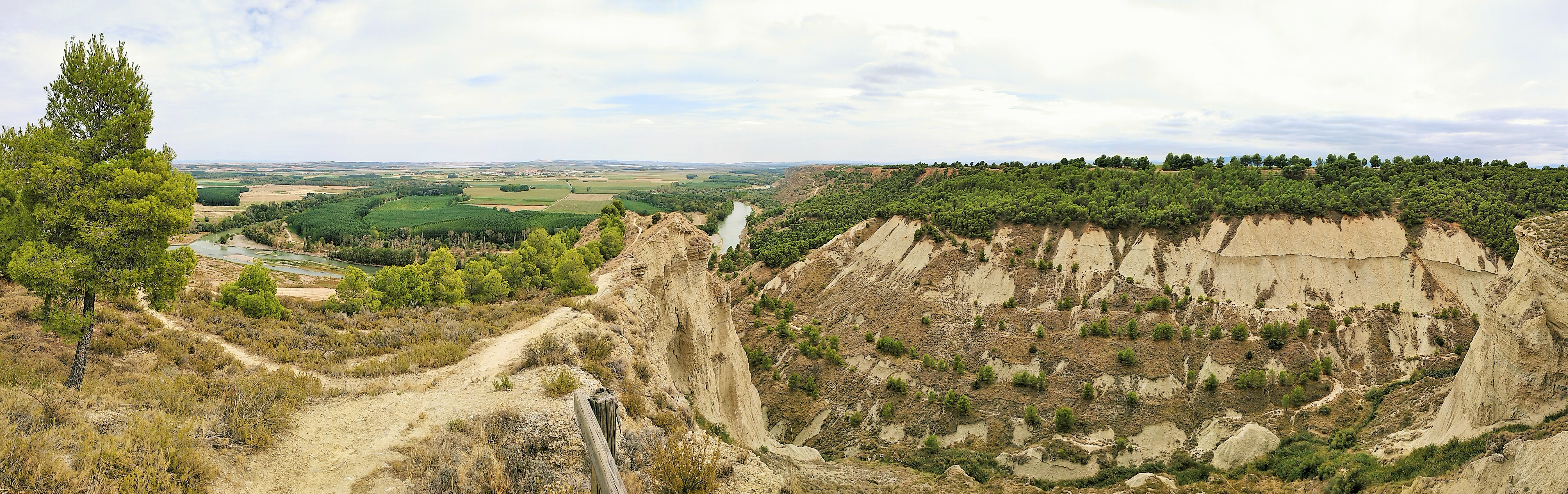
Místo Sanchova zavraždění v Peñalenu, se soutokem řek Aragon a Arga v pozadí vlevo

## Manželství a potomci
V roce 1068 se Sancho oženil s Placencií Normanskou, se kterou měl dvě děti:
- García Sánchez, který byl po smrti svého otce v roce 1076 Sanchem Aragonským odstraněn z linie nástupnictví. Zemřel v Toledu kolem roku 1092.
- García Sánchez, se stejným jménem jako jeho starší bratr, zemřel po roce 1092. Jeho existenci potvrzuje diplom z kláštera Valvanera z roku 1092, který uvádí Garsea et alter Garsea, germani, filii Sanchii regis Nagerensis (Garsea a druhý Garsea, bratři, synové navarrského krále Sancha).

Sancho měl milenku jménem Jimena, se kterou měl dvě nemanželské děti:
- Raimundo Sánchez, pán z Esquiroz
- Urraca Sánchez